# Мамунц, Самвел Ваниевич
Самвел Ваниевич Мамунц (арм. Սամվել Վանիի Մամունց, азерб. Samvel Vaniyeviç Mamunts; 20 июня 1925, Нагорно-Карабахская АО — 7 мая 2011, Саратов) — советский организатор сельского хозяйства, Герой Социалистического Труда (1976).

## Биография
Родился 20 июня 1925 года в селе Джораберт Нагорно-Карабахской АО Азербайджанской ССР
Окончил Ереванский зооветеринарный институт (1961).
В 1942—1945 годах — помощник радиотехника Мардакертского райотдела связи, с 1947 года — зоотехник, с 1951 года — заместитель председателя, с 1955 года — зоотехник, с 1957 года — заместитель председателя, с 1959 года — председатель колхоза имени Сталина Мардакертского района.
В 1962—1989 годах — директор совхоза имени XXII партсъезда Мардакертского района Нагорно-Карабахской АО Азербайджанской ССР. Мамунц проявил себя на должности, как умелый и опытный руководитель. Самвел Мамунц долго изучая все проблемы продукции, пришел к выводу, что наиболее выгодной отраслью является выращивание винограда — за 12 лет территория совхозных виноградников увеличилась с 60 гектаров до 1 тысячи, начато применение передовой практики, новых рационализаторских и агротехнических разработок. В 1975 году в совхозе получен самый высокий в республике урожай винограда — 216 центнеров с гектара, государству продано винограда на 7 миллионов рублей. Значительно увеличилось благосостояние работников — средняя заработная плата в совхозе составила 240 рублей, совхоз взял на себя расходы по питанию детей, состоящих группах продленного дня в школах и детских садах, обслуживающих детей рабочих совхоза.
Указом Президиума Верховного Совета СССР от 27 декабря 1976 года за выдающиеся успехи, достигнутые во Всесоюзном социалистическом соревновании, проявленную трудовую доблесть в выполнении планов и социалистических обязательств по увеличению производства и продажи государству зерна, хлопка, винограда, овощей и других сельскохозяйственных продуктов в 1976 году Мамунцу Самвелу Ваниевичу присвоено звание Героя Социалистического Труда с вручением ордена Ленина и золотой медали «Серп и Молот».
Активно участвовал в общественной жизни Азербайджана. Член КПСС с 1952 года. Депутат Совета Национальностей Верховного Совета СССР 7—11-го созывов. Делегат XXVII съезда КПСС. В 1971—1989 годах член ЦК КП Азербайджана, в 1963—1989 годах член Нагорно-Карабахского обкома КП.
С 1989 года — проживал в городе Ереван Армянской ССР. В 1993—1998 годах директор столовых АО «Армэлектромаш».
С 1998 года — проживал в России, сначала в селе Куракино Пензенской области, позже в Саратове.
Скончался 7 мая 2011 года в городе Саратов.